# Taino (Lombardei)

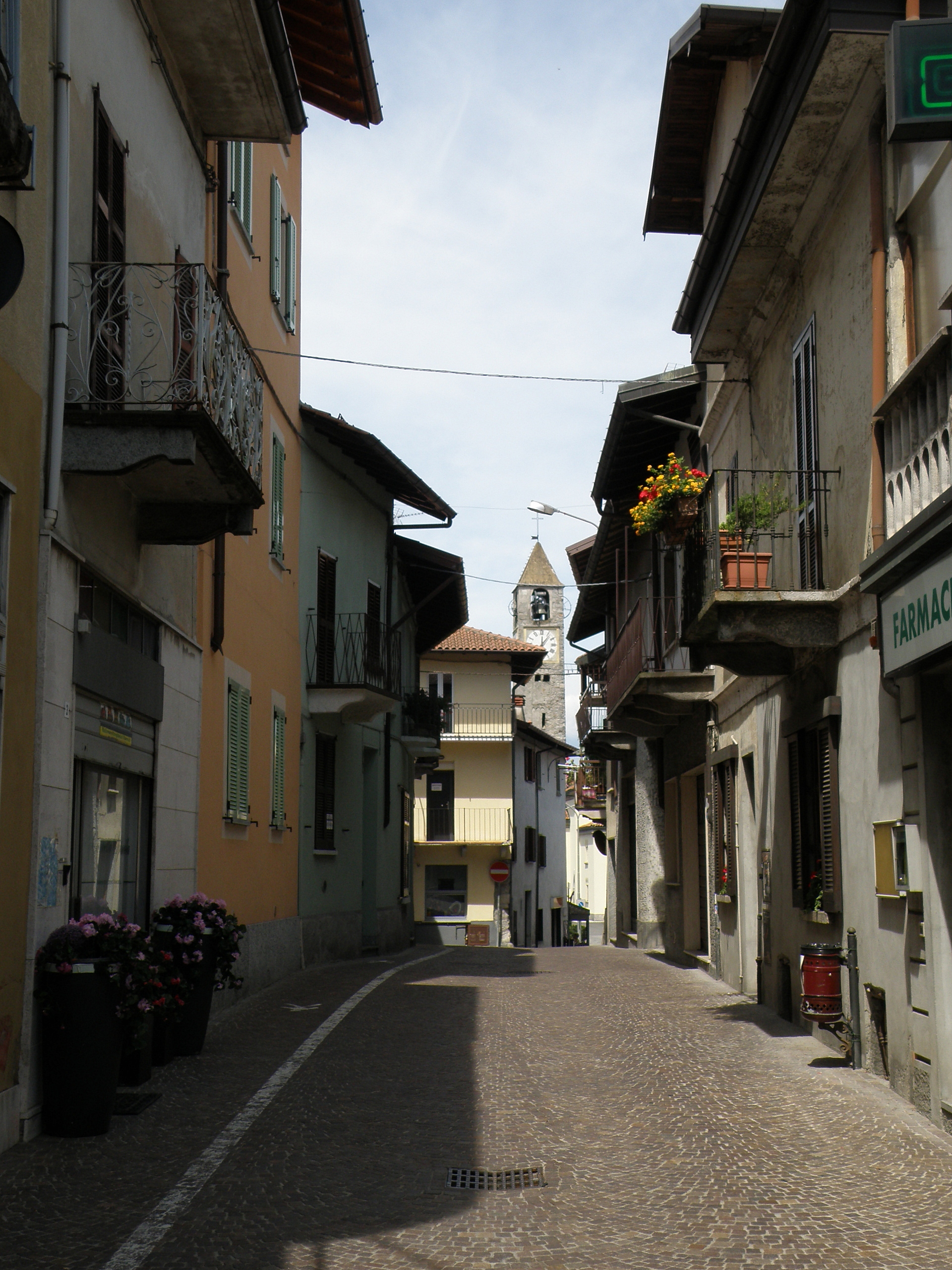
Taino Zentrum

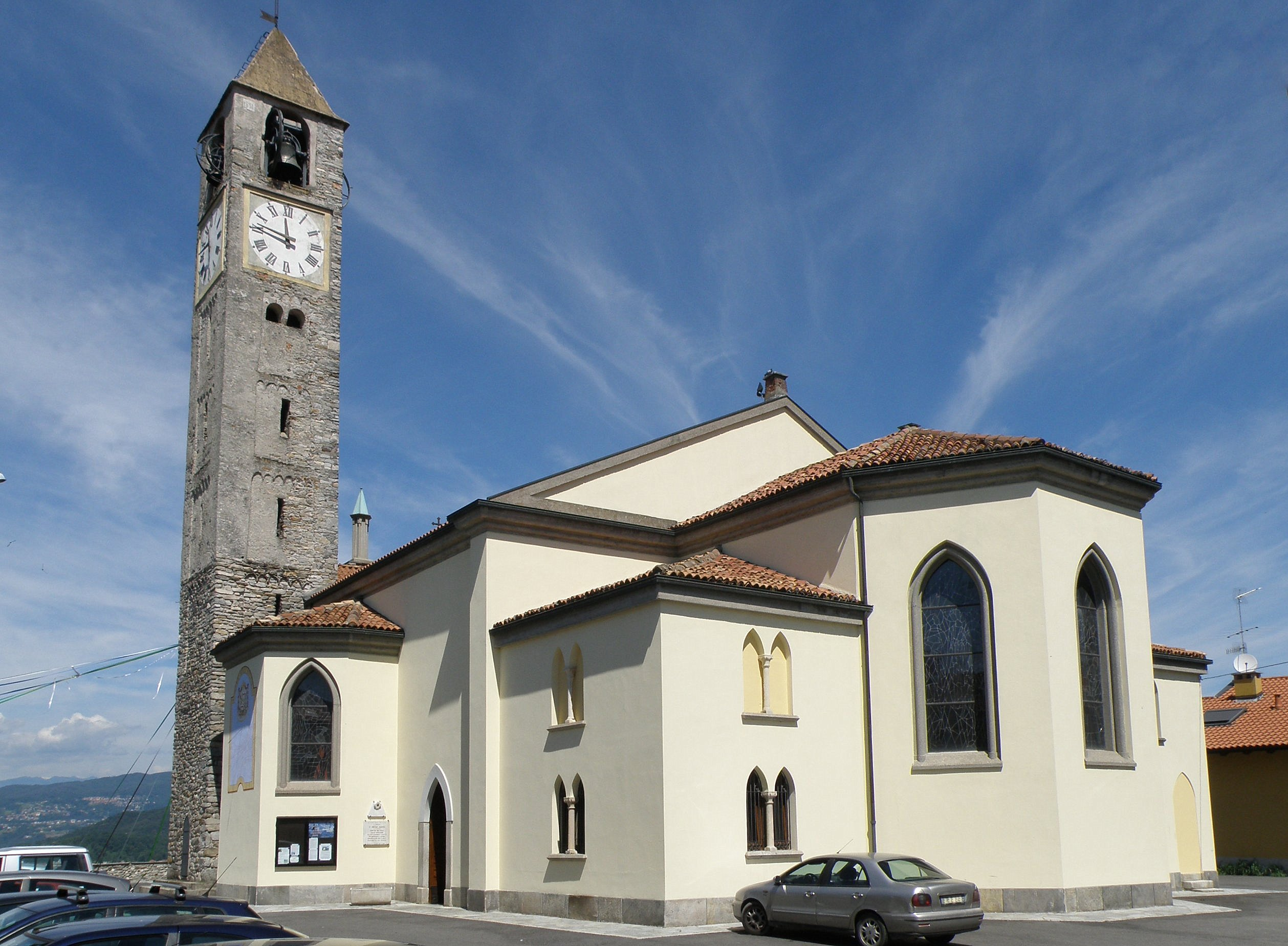
Pfarrkirche Santo Stefano

Taino ist eine Gemeinde (comune) in der Provinz Varese in der Region Lombardei.

## Geographie
Die Gemeinde liegt etwa 17 Kilometer westsüdwestlich von Varese und bedeckt eine Fläche von 7,7 km². Zu Taino gehöret die Fraktion Cheglio. Die Nachbargemeinden sind Angera und Sesto Calende.

## Geschichte
Der Name der Gemeinde soll sich vom keltischen ta vyn („guter Wein“) ableiten, oder, nach anderer Interpretation, vom Gentilnamen Taginus kommen. Im Mittelalter war Taino Teil der Pieve di Angera und gehörte zu den erzbischöflichen Gütern in Mailand. Die Ortschaft Taino, Teil der Gemeinde Angera, wurde in den Statuten der Straßen und Gewässer der Grafschaft Mailand erwähnt. Taino gehörte zu den Gemeinden, die zur Instandhaltung der Rho-Straße beitrugen (1346). Angera war mit seinem Gebiet ein altes Lehen der Erzbischöfe von Mailand. Im Jahr 1350 verlieh Papst Clemens VI. das Lehen an Caterina di Bernabò Visconti. 1397 wurde Angera an Gian Galeazzo Visconti, Herzog von Mailand, übertragen. Im Jahr 1404 ging das Lehen von Angera an Alberto Visconti von Castelletto über. Im Jahr 1449 verkaufte der Generalrat der Gemeinde Mailand die Pieve von Angera mit ihrer Festung, ihren Gerichtsbarkeiten und einer Reihe von Steuereinnahmen an den Grafen Vitaliano Borromeo für 12.800 Lire. In den Registern des Estimo (Grundbuch) des Herzogtums Mailand von 1558 und den nachfolgenden Aktualisierungen im 18. Jahrhundert war Taino noch in derselben Pieve enthalten. Nach der Beantwortung von 45 Fragen durch den zweiten Volkszählungsrat im Jahr 1751 wurde die Gemeinde ohne Zahlung von Bezügen an den Grafen Renato Borromeo belehnt. Dort wohnte kein Richter, sondern es wurde auf das Dorf Angera mit seinem Podestà Pietro Borroni verwiesen, dessen Gerichtsbarkeit das Dorf unterstand, während der Eid in Gallarate geleistet wurde. Die Gemeinde hatte weder einen allgemeinen noch einen besonderen Rat, da es nur zwei Bürgermeister gab, von denen einer von der Gemeinde und der andere von der casa Sorbellona (Serbelloni) gewählt wurde, die mit der Aufsicht über die Gemeinde betraut waren. Der Kanzler residierte in Taino und erhielt ein Gehalt von 24 Lire. Die Schriften wurden in einer Gemeindekiste bei einem der Bürgermeister aufbewahrt. Die Truhe hatte drei Schlüssel, die den Bürgermeistern und dem Gerichtsschreiber anvertraut wurden.
Nach dem Gesetz vom 26. März 1798 zur Organisation des Departements Verbano (Gesetz 6 germinale anno VI b) wurde die Gemeinde Taino in den Bezirk Angera eingegliedert. Nach der Aufhebung des Departements Verbano (Gesetz 15 fruttidoro anno VI c) und dem darauf folgenden Gesetz vom 26. September 1798 über die territoriale Aufteilung der Departements Olona, Alto Po, Serio und Mincio (Gesetz 5 vendemmiale anno VII) wurde Taino Teil des Bezirks XIV von Angera, der damals zum Departement Olona gehörte. Mit der Gebietsaufteilung von 1801 wurde die Gemeinde dem Bezirk II von Varese des Departements Lario zugeordnet (Gesetz 23 fiorile anno IX). 1805 wurde die Gemeinde Taino in den Kanton III von Angera des Bezirks II von Varese des Departements Lario eingegliedert. Die Gemeinde gehörte zur Klasse III und hatte 520 Einwohner (Dekret vom 8. Juni 1805 a). Am 21. Dezember 1807 beantragten Taino und die umliegenden Gebiete die Eingliederung in das Departement Olona (Petition Kanton Angera, 1807). Nach der Zusammenlegung der Gemeinden des Departements Lario (Dekret vom 4. November 1809 b), gemäß dem bereits 1807 vorgesehenen und in den folgenden zwei Jahren teilweise überarbeiteten Plan, wurde die Gemeinde Taino mit den zusammengelegten Gemeinden von Cheglio, Lentate, Lisanza, Taino, mit insgesamt 1145 Einwohnern, gehörte zum Kanton II von Gavirate des Bezirks II von Varese und wurde als solche, Gemeinde der Klasse III, mit der folgenden territorialen Aufteilung des Departements Lario bestätigt (Dekret vom 30. Juli 1812).
Mit der Aktivierung der Gemeinden in der Provinz Como, auf der Grundlage der territorialen Aufteilung des Königreichs Lombardo-Venetien (Mitteilung vom 12. Februar 1816), wurde die Gemeinde Taino mit Cheglio in den Bezirk XV von Angera aufgenommen. Mit der Regierungsmitteilung Nr. 20843/2303 vom 13. Juli 1822 wurde die Gemeinde Cheglio mit der Gemeinde Taino zusammengelegt, und zwar mit der Zusammenlegung ihrer jeweiligen Aktiva und Passiva mit Wirkung von 1823. Taino mit Cheglio, eine Gemeinde mit einer Vorladung, wurde im XV. Bezirk von Angera durch das spätere territoriale Compartimento der lombardischen Provinzen bestätigt (Mitteilung vom 1. Juli 1844). Im Jahr 1853 (Mitteilung vom 23. Juni 1853) wurde Taino mit dem Weiler Cheglio, einer Gemeinde mit allgemeiner Einberufung und 1214 Einwohnern, in den Bezirk XX von Angera aufgenommen.
Nach der vorübergehenden Vereinigung der lombardischen Provinzen mit dem Königreich Sardinien wurde die Gemeinde Taino mit 1.164 Einwohnern, die von einem fünfzehnköpfigen Gemeinderat und einem zweiköpfigen Stadtrat verwaltet wurde, gemäß der durch das Gesetz vom 23. Oktober 1859 festgelegten Gebietsaufteilung dem Bezirk VI von Angera, Bezirk II von Varese, Provinz Como, zugeordnet. Bei der Gründung des Königreichs Italien im Jahr 1861 hatte die Gemeinde 1.249 Einwohner (Volkszählung 1861). Nach dem Gemeindegesetz von 1865 wurde die Gemeinde von einem Bürgermeister, einer Junta und einem Rat verwaltet. Im Jahr 1867 wurde die Gemeinde in denselben Bezirk, Kreis und dieselbe Provinz eingegliedert.
Im Jahr 1924 wurde die Gemeinde in den Bezirk Varese der Provinz Como eingegliedert. Nach der Gemeindereform von 1926 wurde die Gemeinde von einem Podestà verwaltet. Im Jahr 1927 wurde die Gemeinde der Provinz Varese zugeschlagen. Nach der Gemeindereform von 1946 wurde die Gemeinde Taino von einem Bürgermeister, einer Junta und einem Rat verwaltet. Im Jahr 1971 hatte die Gemeinde Taino eine Fläche von 775 Hektar.

## Bevölkerung
| Bevölkerungsentwicklung | Bevölkerungsentwicklung | Bevölkerungsentwicklung | Bevölkerungsentwicklung | Bevölkerungsentwicklung | Bevölkerungsentwicklung | Bevölkerungsentwicklung | Bevölkerungsentwicklung | Bevölkerungsentwicklung | Bevölkerungsentwicklung | Bevölkerungsentwicklung | Bevölkerungsentwicklung | Bevölkerungsentwicklung | Bevölkerungsentwicklung | Bevölkerungsentwicklung | Bevölkerungsentwicklung |
| ----------------------- | ----------------------- | ----------------------- | ----------------------- | ----------------------- | ----------------------- | ----------------------- | ----------------------- | ----------------------- | ----------------------- | ----------------------- | ----------------------- | ----------------------- | ----------------------- | ----------------------- | ----------------------- |
| Jahr                    | 1750                    | 1805                    | 1809                    | 1853                    | 1871                    | 1881                    | 1901                    | 1921                    | 1951                    | 1971                    | 1991                    | 2001                    | 2011                    | 2021                    |                         |
| Einwohner               | 387                     | 520                     | *1145                   | 1214                    | 1394                    | 1535                    | 1658                    | 1642                    | 2095                    | 2583                    | 2928                    | 3185                    | 3762                    | 3597                    |                         |

- 1809 Fusion mit Cheglio, Lisanza und Lentate

## Verkehr
An der Bahnstrecke von Novara nach Pino sulla Sponda del Lago Maggiore liegt die Bahnstation von Taino mit der Nachbargemeinde Angera.

## Sehenswürdigkeiten
- Kirche Santo Stefano. An einer Wand, an der Stelle an der bereits existierte eine Sonnenuhr die später entfernt wurde, wurde eine neue Sonnenuhr von bemerkenswerter Größe und Ausführung geschaffen, die im Hintergrund das Wappen der Familie Serbelloni trägt, die die größten Wohltäter bei der Errichtung des oben erwähnten Gotteshauses waren.
- Kirche San Giovanni Battista genannt di Cheglio[2]